# Esperança do Sul
Esperança do Sul är en kommun i Brasilien.   Den ligger i delstaten Rio Grande do Sul, i den södra delen av landet, 1 400 km sydväst om huvudstaden Brasília. Antalet invånare är 3 272. Arean är 148 kvadratkilometer.
Terrängen i Esperança do Sul är kuperad åt nordväst, men åt sydost är den platt.
Omgivningarna runt Esperança do Sul är en mosaik av jordbruksmark och naturlig växtlighet. Runt Esperança do Sul är det ganska glesbefolkat, med 24 invånare per kvadratkilometer.